# ديمي (مغنية)
ديميترا باباديا (باليونانية:Δήμητρα Παπαδέα, ولدت في 21 أغسطس 1991) مغنية يونانية، المعروف فنياً باسم ديمي مثلت سلدها اليونان في مسابقة الأغنية الأوروبية 2017، وحلت في المركز 19 في النهائي.

## روابط خارجية
- ديمي على موقع IMDb (الإنجليزية)
- ديمي على موقع ميوزك برينز (الإنجليزية)
- ديمي على موقع أول ميوزيك (الإنجليزية)
- ديمي على موقع ديسكوغز (الإنجليزية)

- Demy Official Twitter Account
- Demy Official Fan Facebook Page